# Tama (Japonia)

Tama (多摩市 Tama-shi?) este un municipiu din Japonia, zona metropolitană Tokyo.